# Sono un figlio
Sono un figlio è un album del cantautore Ron, pubblicato il 30 settembre 2022 dall'etichetta discografica Le Foglie e il Vento.

## Descrizione
Uscito a distanza di 8 anni dal precedente album di inediti e distribuito da Sony Music, il disco è composto da 13 canzoni e dedicato a suo padre, Sono un figlio è il ritratto di un artista in stato di grazia, un RON che racconta se stesso come mai prima. 
Per il videoclip del brano Questo vento (cantato con Leo Gassmann, presso la Sala Fellini di Cinecittà il 25 maggio 2023 Ron ritira il Premio Roma Videoclip "Il Cinema incontra la Musica".

## Tracce
1. Sono un figlio (testo: Ron – musica: Bungaro, Cesare Chiodo, Ron)
2. Più di quanto ti ho amato (testo: Bungaro Cesare Chiodo Rakele – musica: Bungaro Cesare Chiodo)
3. Abitante di un corpo celeste (Guido Morra Ron)
4. Diventerò me stesso (Ron, Guido Morra Maurizio Fabrizio)
5. Un'astronave nel cielo (Mattia Del Forno, Ron)
6. Melodramma Pop (Ron, Guido Morra)
7. La stessa persona (Ron, Guido Morra)
8. Annina (Ron)
9. Questo vento (Ron, Donato Santoianni Ron, Leo Gassmann)
10. Quel fuoco (testo: Ron, Enrica Cellamare – musica: Finneas O' Connell)
11. Nelle lettere (Niccolò Agliardi Edwyn Roberts)
12. Fino a domani (Ron, Donato Santoianni Mattia Dal Forno)
13. I Gatti (Ron, Valter Sacripanti Giulio Wilson)

## Formazione
- Ron - voce, cori, chitarra acustica, pianoforte, tastiera, sintetizzatore
- Roberto Gallinelli - basso
- Elio Rivagli - batteria
- Nicola Costa - chitarra elettrica, chitarra 12 corde
- Bungaro - pianoforte su "Più di quanto ti ho amato"
- Mattia Del Forno - sintetizzatore, tastiera
- Fabio Coppini - tastiera, programmazione, pianoforte, basso in "Melodramma Pop", "Quel fuoco" e "La stessa persona"
- Matteo Costanzo - sintetizzatore, pianoforte, percussioni in "Questo vento
- Giuseppe Taccini - chitarra elettrica, basso, piano in "Questo vento""
- Alessandro Valle - pedal steel guitar
- Simone Bertolotti - tastiera
- Fabrizio Leo - chitarra elettrica, chitarra acustica
- Francesco Caprara - batteria in "Fino a domani"
- Ismaila Mbaye / Kora Alieu Saho - percussioni in "Fino a domani"
- Marco Pistone - basso in "Fino a domani"
- Giuseppe Barbera - pianoforte in "I Gatti"
- Paolo Fresu - tromba in "Un'astronave nel cielo"
- Camilla - cori